# 캘빈 스텡스
캘빈 스텡스 (Calvin Stengs, 1998년 12월 18일 ~ )는 네덜란드의 축구 선수이며, 페예노르트에서 미드필더 또는 윙어로 뛰고 있다.